# Jerzy Cieciszowski
Jerzy Cieciszowski, (Cieciszewski) herbu Kolumna (zm. w 1617 roku) – starosta grabowiecki w latach 1592-1616.
15 czerwca 1606 roku podpisał instrukcję dla posłów wysłanych do króla przez zjazd pod Lublinem, który przygotował rokosz Zebrzydowskiego.